# Antiga Escola Montserrat
L'Antiga Escola Montserrat és una obra de Martorell (Baix Llobregat) protegida com a Bé Cultural d'Interès Local.

## Descripció
Els edificis principals varen ser projectats per l'arquitecte Josep Lluís Sert.

## Història
Projectat el 1935, la construcció de l'edifici va ser interrompuda per la Guerra Civil i l'arquitecte no va poder completar la direcció de les obres, un fet que va provocar que l'obra es veiés força modificada respecte al projecte inicial.